# Trephopoda hanoveria
Trephopoda hanoveria är en spindelart som beskrevs av Tucker 1923. Trephopoda hanoveria ingår i släktet Trephopoda och familjen plattbuksspindlar. Inga underarter finns listade i Catalogue of Life.